# 1984年夏季残疾人奥林匹克运动会新西兰代表团
1984年夏季残疾人奥林匹克运动会新西兰代表团是新西兰派出的1984年夏季残疾人奥林匹克运动会代表团。获得8枚金牌、10枚银牌和6枚铜牌。